# Wynyardia bassiana
Il wynyardia (Wynyardia bassiana) è un mammifero marsupiale vissuto nel Miocene inferiore (circa 28 milioni di anni fa). I suoi resti sono stati rinvenuti in Tasmania.

## Il "primo" marsupiale australiano
Questo animale, della taglia di un cane, è noto principalmente per un cranio rinvenuto sul finire dell' ‘800 in depositi marini della Tasmania. Per quasi un secolo, questo fossile fu uno dei pochissimi mammiferi marsupiali noti nel Terziario dell'Australia, e fino a pochi anni fa era considerato il più antico fossile di marsupiale australiano. La corporatura del wynyardia non doveva differire molto da quella di un vombato attuale, anche se probabilmente questo animale non aveva abitudini fossorie e forse era provvisto di una lunga coda. La sua famiglia, i wynyardidi (Wynyardiidae), comprende marsupiali piuttosto primitivi dell'ordine dei diprotodonti, che attualmente comprende una varietà di marsupiali come i canguri, i koala, i cuschi e gli stessi vombati.